# 설성산
설성산(雪城山)은 대한민국 경기도 이천시 장호원읍 선읍리에 있는 높이 280m의 한국의 화강암 산이다. 이 산의 이름은 이 산에 위치한 이천 설성산성에서 유래되었다.